# San Antonio de las Palmas
San Antonio de las Palmas är en ort i Mexiko, tillhörande kommunen San Martín de las Pirámides i delstaten Mexiko. San Antonio de las Palmas ligger i den centrala delen av landet och tillhör Mexico Citys storstadsområde. Orten hade 1 411 invånare vid folkmätningen 2010.